# Советский (Архангельская область)
Советский — поселок в Устьянском районе Архангельской области.

## География
Находится в южной части Архангельской области на расстоянии приблизительно 4 км на северо-восток по прямой от административного центра района поселка Октябрьский на правом берегу реки Устья.

## История
Был отмечен уже только на карте начала 1980-х годов. До 2022 года входил в Шангальское сельское поселение до его упразднения.

## Население
Численность населения: 474 человека (русские 96 %) в 2002 году, 440 в 2010.